# روح الثورات والثورة الفرنسية
كتاب روح الثورات والثورة الفرنسية (بالفرنسية: La Révolution Française et la Psychologie des Révolutions)‏ من تأليف عالم النفس الاجتماعي الفرنسي غوستاف لوبون هو كتاب يتكلم عن روح الثورات عامة فيتكلم عن شأن الحكومات في الثورات وشأن الأمة في الثورات وتقلبات الخلق أيام الثورات والنفسية الدينية والنفسية اليعقوبية والنفسية الثورية والنفسية المجرمة وروح الجماعات الثورية.
كما يتكلم غوستاف لوبون أيضا في الكتاب عن أنواع الثورات وتقسيمتها الدينية والسياسية والعلمية.
و يتكلم أيضا عن الثورة الفرنسية عن آراء المؤرخين في الثورة الفرنسية ومبادئ النظام السابق النفسية والفوضى النفسية أيام الثورة الفرنسية وما نسب إلى الفلاسفة من الشان والأوهام النفسية أيام الثورة الفرنسية وتأثير العقل والعاطفة والتدين والاجتماع أيام الثورة الفرنسية والنزاع بين المؤثرات الوراثية والمبادئ الثورية ونشوء المبادئ الثورية في الوقت الحاضر. وقد أختار المؤلف الثورة الفرنسية لدورها المحوري في تاريخ أوروبا. يقول المؤلف في مقدمه الكتاب عن الثورة الفرنسية: لم أضع هذا الكتاب لأمدح الثورة الفرنسية أو لأذمها بل لأفسرها بما ذكرته من السنن النفسية
و هذا الكتاب يعتبر فريد من نوعه لأن عامة من كتبوا عن الثورة الفرنسية كتبوا عنها كسرد للأحداث ولم يتطرقوا الي التحليل النفسي والتحليل الأجتماعي للظواهر والأحداث والشخصيات التي لازمت الثورة فهو كتاب نافع ومفيد في هذا الضرب

## بعض ما يتضمنه الكتاب
بأختصار
الثورة من نظر جوستافو لوبون هي انقلابات سياسية وقد تنشأ عن الثورة معتقدات مختلفة. وتقوم الثورات على أساس
عوامل عقلية كرغبة في القضاء على ظلم أو دحر استبداد أو إزاحة سلطان لملك مبغوض من شعبه .

### الثورات
1. الثورات العلمية: وهي تلك الثورات التي اكون مصحوبة باكتشافات واختراعات علمية .
2. الثورات السياسية: وتنشأ عن معتقدات تأصلت في النفوس إضافة إلى أسباب أخرى تجمعها كلمة (الاستياء). ومن الواجب أن تتراكم هذه الأسباب، وتتصاعد ليكون التعبير عنها بأفعال ذي نتائج، ولتكون ذات جدوى على أرض الواقع. ولابد للاستياء أن يكون عاماً شديداً، فإذا فاتته تلكما الخاصيتين لم يكُ بذلك كافياً لإحداث التغير المأمول وتحقيق الثورات الفاعلة. وإنه لمن اليسير تحريض جماعة من الناس وتوجيههم للقيام بأعمال نهب وهدم وقتل، على العكس؛ فإن حشد الأمة جميعها أو جُلها يستدعي مبالغة من قادة الحراك تجسيد الاستياء، وأن يعملوا على استغلال السخط الشعبي في اتجاه الحكومة، وتحميلها أسباب كل ما هو مترد في البلاد ومستدع للسخط( كغلاء الأسعار)، كذلك فإن على هؤلاء القادة أن يقنعو الجمهور بأن عصر السعادة آتٍ في ظل النظام الجديد الذي يمثلون فكرته، فمتى تأصلت هذه الأمور في النفوس. انتشرت بالتلقين والنقل وهنا يكون الوقت الذي تنضج فيه الثورات وتستعد لتأخذ أوجها. ومن الأمثلة على هذ النوع من الثورات تلك الفرنسية والأخرى المسيحية.
3. الثورات الدينية: أو ثورات الإصلاح الديني، وفيها تنتشر المعتقدات بعيداً عن العقل، ويساعد في انتشار مثل تلك الأفكار ممارسات الاضطهاد، وكانت كل حادثة قتل مصحوبة بدخول أناسٍ في مذهب جديد، وكلما ساق  القاضي المتهم المحكوم عليه بالحرق إلى النار جاءها يحث الجماعة على اعتناق مذهبه، وقد نقل أحد الرواة أن عدد البروتستان قد زاد بين طلاب المدارس تأثراً بصبره وجلده زيادة عن تأثرهم مما يكتب كالفن، لذا فقد كانت  ألسنة المحكوم عليهم تقطع خوفاً منها إذا خاطبت الجماهير وعندما تصطدم المعتقدات الدينية يكون مجال التسامح قليلاً للغاية، ومثال ذلك المذابح البشعة التي نشأت في صراع الكاثوليك والبروتستان. وليست كل الثورات الدينية بسيئة النتائج كثورة الإصلاح الديني، بل كان لكثير منها أثر عظيم في تهذيب النفوس فهي تمنح الشعب قوة أدبية تزيد من قوته المادية الفاعلة وليس ببعيد عنا رسول الله صلى الله عليه وسلم الذي جاء بالإسلام فحول به قبائل العرب من الضعف والجاهلية إلي أمة عزيزة كريمة

### الحكومات والمقاومة
1. ضعف مقاومة الحكومات في الثورات : نتيجة لضعف الحكومات فإن الثورات تشق طريقها بغتة، والسبب في ذلك يرجع إلى سرعة العدوى الناشئة عن طريق النشر والإذاعة في الوقت الحاضر، ومن أسباب ذلك أيضاً عجز الحكومة عن الاطلاع على حقائق الأمور وكشف عواقبها.
2. مقاومة الحكومات والقضاء على الثورات: يبدو واضحاً من أكثر الثورات التاريخية أن الحكومات الضعيفة سرعان ما تنهار تحت الضغط الشعبي إلا أن الثورة الروسية أثبتت أن العكس قابل للتواجد على أرض الواقع، فالحكومات التي تدرك كيفية الدفاع، وتملك الوسائل قد تتمكن من السيطرة على مثل هذه التحركات، فقد أخذت الدعاوي الثورية تشيع في أوساط الفلاحين والذين كانوا يشكلون معظم الامة الروسية، فما كان من الحكومة إلا أن عملت على استمالتهم بتحويلهم إلى مُلاك، فوضعت قوانين أجبرت بها سادتهم على بيع أجزاء من أراضيهم ثم أنشأت المصارف تقرضهم من خلالها ما يؤدون به ثمن احتياجاتهم على أن يردوا ديونهم أقساطاً سنوية من المحاصيل، وبعدما نجح سعي الحكومة في استمالة الفلاحين استطاعت أن تقابل العصاة المتمردين دون رحمة فأبادت من تمكنت منهم .

### شأن الأمم في الثورات
1. ثبات روح الأمة ومرونتها: يستلزم الاطلاع على أحوال إحدى الأمم الاطلاع على بيئة تلك الأمم، ولاسيما ماضيها، ولا تتوطد عناصر الأمة الواحدة إلا إذا كانت على شئ من الثبات الذي يسهل من خلاله إطلاق تلك الروح، فالروح الوراثية التي لا ثبات فيها مذبذبة غير مستقرة لا مرونة فيها فتكون عاجزة عن ملاءمة تغيرات البيئة الناتجة عن تقدم الحضارة. وشدة المرونة في روح الأمة تسوقها إلى القيام بثورات متالبة وشدة أما الثبات والجمود فيقودانها إلى الانقراض. لكن لا ريب في أن إنجلتر المحافظة والتي عانت أمد ثورتين وقضت على أحد ملوكها لم يتغير مزاجها النفسي وكان ثابتاً ثبتاً كافياً للمحافظة على تراث الماضي.
2. تلقي الأمة للثورة: شأن الشعوب واحد في الثورات، فهي لا تدرك مغزاها ولا تدبر أمرها، وإنما الزعماء هم من يحركونها. ولا يخلع الطاعة جمع من الشعب بغريزته إلا إذا مس الضر منافعه الظاهرة، وتدعى تلك الحركة المحلية بالعصيان البسيط. ويسهل وقوع الثورة إذا كان زعماؤها من ذوي النفوذ العظيم أما مبادي الثورة، فلا تتشربها قلوب الشعوب إلا بالتدريج، فالشعب يقوم بالثورة دون إدراك حقيقي بأسبابها الحقة إنما يكون تحت دعوة الزعماء .
3. شأن الشعب في الثورات: ثبت لنا أن الشعب مقود بزعمائه، فإن عمل الشعب وإن كان عظيماً في الثورات لاندفاعه فيما حُرِّضَ عليه، لكنه لا يقود ما ينجزه من التحركات، وللزعماء تأثيرهم في كلٍ من الثورات السياسية إلا أنهم لا يبتكرون المبادئ التي تستند إليها، ولكل من الزعماء والجماعات والجيوش والمبادئ شأن خاص في جميع الثورات. وتكون الجماعات التي يشكلها الزعماء مُعتزة بعددها ومثل تأثيرها كتأثير القنبلة التي تحترق مستمدة قوتها من مصدر آخر وقلماتدرك الجماعة شيئاً عن الثورات التي تضطلع بها، فهي تتبع الزعماء طائعة دون بحث عن شهواتهم، فقد خلعت شارل العاشر من مراسمه وهي لا تفقه شيئاً عن تلك المراسم.

### تقلبات الخلق أيام الثورات
1. تحول الشخصية: لكل امرئ _ عدا نفسيته الثابتة _ شؤون متقلبة تظهرها الحوادث، وتتألف شخصية الإنسان الخاصة من اجتماع شخصيات وراثية كثيرة تبقى متوازنة ما دامت البيئة ثابتة لا تتقلب، فمتى تقلبت هذه البيئة كثيراً كما هو حادث أيام الفتن أخل هذا بالتوازن وتألف من تكاتل العناصر المنحلة شخصية جديدة ذات أفكار وعواطف ومناهج تختلف كلياً عن الشخصية الأصيلة، ومن ذلك أن كثيراً من رجال الصلاح والقضاء جبلوا على الاتصاف بالحلم لكن أيام الهول انقلبت بهم إلى أناسٍ متعصبين سفاكين للدماء، وليس الذكاء هو المعني بالتغير عند تحول الشخصيات بل المشاعر التي يتألف الخلق منها.
2. النفسية الدينية التي تسود في الثورات : توصف روح التدين بإسنادها قوة عظيمة إلى قوى علوية تتمثل على شكل أصنام وأنصاب وألفاظ وصيغ وهذه الروح هي أساس المعتقدات الدينية كلها، وكثير من المعتقدات السياسية والمنطق الديني مشبع بالمشاعر وسائر العواطف. والثوات الشعبية الكبيرة تنال قوتها منه وإذا كان الناس لايبذلون من حياتهم في سبيل المعقولات إلا النذر اليسير، فإنهم يبذلونها طوعاً في سبيل خيال ديني يعبدونه.

### روح الجماعات الثورية
1) صفات الجماعة العامة: لا أتي الثورات مهما كان مصدرها بشتى النتائج إلا بعد دخولها في نفوس الجماعات،
وهي لهذ السبب تعتبر نتيجة روح الجماعات. إن المرء _وهو جزء من الجماعة _ يختلف اختلافاً كبيراً عنه وهو
منفرد بذاته، فشخصيته الشاعرة تفنى في شخصية الجماعة غير الشاعرة، وليس ضرورياً أن يتصل المرء بالجماعة
اتصالاً مادياً ليكتسب نفسية الجماعة بل يكفي في الغالب لتكوين هذه النفسية ما ينشأ عن بعض الحوادث من
الانفعالات والمشاعر العامة .
سادساً: شأن الزعماء في الحركات الثورية :
1. ذكرنا أن الجماعات والمجالس والأمم والأندية تعجز عن السير عندما تكون عاطلة من حلجة إلى سيد يقودها
وروح الجماعة اللا شاعرة ترتبط بروح زعيمها فهو الذي يمنحها إرادة واحدة ويلزمها الطاعة المطلقة. يؤثر الزعيم
في الجماعة بالتلقين على الخصوص ويتوقف نجاحه على طريقة تلقينه وقد أثبتت التجارب أن تبقين الجماعة
سهل جداً .وبسبب التلقين تكون الجماعة هائجة أو مجرمة أو باسلة مغامرة وهذه الأحوال وإن جاز أن تكون ذات
مظهر عقلي ليس فيها من العقل سوى الظاهر فالمشاعر والخيالات هي التي تؤثر في الجماعة ولا تتأثر الجماعة
بالمعقول أبداً.
بقلم احمد ماهر عزالدين

## وصلات خارجية
- نسخة مترجمة للكتاب من قبل مؤسسة هنداوي للتعليم والثقافة